# San Francisco de la Paz
San Francisco de la Paz es un municipio del departamento de Olancho en la República de Honduras.

## Toponimia
El primitivo nombre del pueblo fue Achuluapa, que en lengua indígena significa 'lugar de los renacuajos'. Más tarde, los españoles lo llamaron Zapota debido a la abundancia de árboles de zapote en la región. Para resolver las rencillas entre los ladinos y los indígenas, intervino el Obispo Francisco de Campoy y Pérez, quien logró mediar en la situación y propiciar una tregua que culminó con la firma de un tratado de paz. En honor a su intervención, el nombre de Zapota fue cambiado al de San Francisco, por el Obispo mediador, y se añadió 'de la Paz' en conmemoración del acuerdo alcanzado entre ambos grupos.

## Límites
| Orientación | Límite                                     |
| ----------- | ------------------------------------------ |
| Norte       | Municipio de Gualaco, Olancho              |
| Sur         | Municipio de Juticalpa, Olancho            |
| Este        | Municipio de Santa María del Real, Olancho |
| Oeste       | Municipio de Manto, Olancho                |
| Oeste       | Municipio de Guarizama, Olancho            |

## Historia
En la división política de Honduras que data de 1582, ya aparecía Olancho como un departamento de Honduras, a su vez Olancho se dividía en dos partidos: el partido de Juticalpa y el partido de Danlí.
En 1829, el pueblo estaba dividido en dos partes, la del norte que estaba ocupada por ladinos y la del sur por los indios.
En 1889, en la División Política Territorial era un municipio que pertenecía al curato de Manto.
En 1830 (21 de enero), se celebró una reunión entre el General Francisco Morazan y los rebeldes de Olancho que terminó con la firma de un tratado de paz, que se conoce como la Capitulación de las vueltas del Ocote, por ello; se colocó una placa de mármol en la puerta de entrada del antiguo y actual edificio del palacio municipal con la leyenda vini, vidi, vici que en su traducción significa vine. Vi y vencí.

## División Política
Aldeas: 13 (2013)
Caseríos: 163 (2013)
| Código | Aldea                   |
| ------ | ----------------------- |
| 151901 | San Francisco de la Paz |
| 151902 | El Carrizal             |
| 151903 | El Guapinol             |
| 151904 | El Nance                |
| 151905 | El Ocotal               |
| 151906 | El Ocote                |
| 151907 | El Pedregal             |
| 151908 | Guacoca                 |
| 151909 | La Cruz                 |
| 151910 | Regadío                 |
| 151911 | San Agustín             |
| 151912 | Santa Ana               |
| 151913 | Tilapa                  |
| 151914 | El Hatillo              |
| 151915 | El Potrero de las Casas |
| 151916 | El Quebrachal           |
| 151917 | El Quiscamote           |
| 151918 | El Chichicaste          |
| 151919 | Quebrada el Danto       |
| 151920 | Guachipilín             |